# James Chappell (Astronom)
James Frederick Chappell (* 1. Dezember 1890 in Owensboro (Kentucky); † 19. Oktober 1964 in Santa Clara (Kalifornien)) war ein US-amerikanischer Astronom und Fotograf.

## Leben
James Chappell wurde am 1. Dezember 1890 in Owensboro in Kentucky geboren. Er nahm als Sergeant am Ersten Weltkrieg teil.
Ab 1925 arbeitete er als Fotograf am Lick-Observatorium, 
er war Teilnehmer der Expedition des Observatoriums zur Sonnenfinsternis vom 31. August 1932 nach Fryeburg in Maine und war dort für die Fotografie verantwortlich.
Seine Fotografien des Mondes, die er in Zusammenarbeit mit Joseph Haines Moore aufgenommen hatte, waren als qualitativ hochwertig anerkannt. 
Chappell trat am 30. Juni 1956 in den Ruhestand und ließ sich mit seiner Frau Dorothea Havens, die ebenfalls viele Jahre lang am Observatorium beschäftigt war, in Los Gatos in Kalifornien nieder. Er starb am 19. Oktober 1964 in Santa Clara im Alter von 73 Jahren und ist auf dem Golden Gate National Cemetery begraben.

## Veröffentlichungen
- Chappell, J. F.: Apparent Distortions of the Setting Sun. In: Publications of the Astronomical Society of the Pacific. Band 45, Nr. 268, Dezember 1933, S. 281–282, doi:10.1086/124370, bibcode:1933PASP...45..281C (englisch).
- Joseph Haines Moore, Nicholas Ulrich Mayall, James F. Chappell: Astronomical photographs taken at the Lick observatory. 1941, LCCN 43-002555, bibcode:1941aptl.book.....M (englisch, 1. Auflage 1940 mit weniger Fotografien).
- J. F. Chappell, W. W. Baustian: Lick Observatory 120-inch Album. In: Sky and Telescope. Band 14, 1955, S. 178, bibcode:1955S&T....14..178C (englisch).

## Ehrungen
- Im Jahre 1970 benannte die Internationale Astronomische Union den Mondkrater Chappell offiziell nach James Chappell.[7][8]